# Draugen
Draugen — трёхмерный квест от первого лица, разработанный и изданный норвежской студией Red Thread Games 29 мая 2019 года. Игра доступна для платформ PlayStation 4, Windows, и Xbox One.

## Сюжет
1920-е годы, Норвегия. Американский натуралист Эдвард Харден вместе с напарницей Лисси (Алисой) прибывает из Нью-Йорка в отдалённую рыбацкую деревню Граавик на поиски своей пропавшей сестры Бетти, которая в последний раз находилась в доме семьи Фретланд Деревня оказывается полностью заброшенной, и путешественники обустраиваются на ферме Фретландов. Обыскивая дом, Эдвард находит манекен портного с характерным шарфом его сестры, из-за чего он решает, что Элизабет была здесь или всё ещё находится поблизости. Ночью Эдвард мельком видит тень в своем окне и бросается в погоню, считая её принадлежащей фигуре своей сестры. После погони по склону холма его находит Алиса, которая замечает, что их лодка, привязанная к берегу, теперь исчезла.
На следующий день пара исследует деревню в поисках Элизабет и желая узнать причины исчезновения жителей Граавика. Раньше деревня была шахтерским городком, которым управляли братья-близнецы Йохан и Фредрик Фретланды. Из-за неизвестной причины они поссорились, и конфликт отразился на всём местном населении. Смерть дочери Фредрика Рут, в которой тот обвиняет своего племянника Саймона, полностью разрывает семейные узы и разжигает открытый конфликт. Возле церкви Эдвард и Алиса натыкаются на повесившегося безымянного жителя. Позже Эдвард находит дневник Анны, согласно которым Рут нашла древние артефакты викингов.
Тем временем Эдвард находит различные предметы одежды, такие как шляпа, пара перчаток и брошь, которые по его мнению принадлежат его сестре и оставлены специально, чтобы он смог её найти. Параллельно растёт напряжённость между ним и Алисой, которая настаивает на том, что Эдварду надо вырваться из своей одержимости поисками сестры и изучать трагедию в Граавике. На четвёртый день в деревне пара слышит звон церковного колокола в заколоченной и заброшенной церкви, где находят метрическую книгу, в которой большинство недавних смертей связывают с местным проклятием. Найдя на кладбище безымянное захоронение, Эдвард выкапывает покойника, которым оказывается не Бетти, а незнакомец. За этот проступок его упрекает разъяренная Алиса, которая критикует его все более расстроенное поведение и чёрствость по отношению к окружающему миру. Эдвард в ярости выгоняет Алису, которая растворяется в воздухе, тем самым демонстрируя, что была лишь плодом его воображения. В раскаянии Эдвард бросается в погоню и умоляет Алису о прощении. На ферме Алиса спрыгивает с крыши, и рядом с её телом Эдварда встречает большая ангельская статуя. Она настаивает, что он не один. Позже ангел и Алиса пытаются отговорить Эдварда от его одержимости, но Эдвард изгоняет их навсегда. Оставшись в одиночестве, Эдвард открывает последнюю комнату дома и находит мёртвое тело Анны Фретланд. Эдвард также находит письмо, написанное осиротевшим и обезумевшим Фредриком, и зажигалку, которая, как утверждает Эдвард, принадлежит Элизабет.
Сделав вывод, что Элизабет приехала в Граавик, чтобы написать историю Фретландов, он направляется к холму. На ферме Йохана он находит письмо от британского инвестора Фретландов, заявляющего о возможно финансовом крахе: найденные внутри шахты Фретландов многочисленные артефакты и сокровища имеют значительную археологическую ценность, публичная информация о которых привела бы к остановке добычи полезных ископаемых. Именно это привело к разладу между братьями. Фредрик скрыл находку при содействии своего инвестора, но более поздняя трагедия с обвалом все равно остановила добычу полезных ископаемых и разорила его. Он истолковал смерть Рут в результате несчастного случая на скале как месть со стороны семьи своего брата, и возможно, в отместку сжег дом Йохана, чем спровоцировал открытый конфликт в городе. Горожане решили списать случившееся на проклятье из-за обнаружения артефактов. Предположительно, последний выживший в этом конфликте похоронил мертвых на церковном кладбище, а затем покончил жизнь самоубийством, повесившись на ближайшем дереве.
Эдвард наконец проникает в шахту и доходит до клада. Однако, когда он пытается вскрыть его, шахта начинает разрушаться, и герой едва выбирается. После этого голос сестры зовёт его обратно в дом Фретландов, следуя за ним, он приходит в комнату, где спал последнюю неделю. Рассудок Эдварда окончательно разрушается, и он начинает говорить с украшенным вещами его сестры манекеном как с Бетти. Он вдруг понимает, что вещи начинают чрезвычайно быстро истлевать. Алиса и ангел приходят к нему и раскрывают суть событий: Элизабет Харден в младенчестве утонула в пруду, 11-летний Эдвард принес её мёртвое тело своей матери, которая позже повесилась, а затем его отец застрелился. Поиск Эдвардом Элизабет было механизмом преодоления его травмы. А Алиса и ангел, олицетворяющие его оптимизм с состраданием и проявление его угасшей веры, сопровождали его во все времена.
Примирившись с потерей, Эдвард и Алиса становятся свидетелями того, как их пропавшая лодка возвращается из фьорда. Они покидают Граавик, а Алиса предлагает Эдварду написать книгу о том, что случилось с городом и его жителями.

## Игровой процесс
Игра разделена на шесть глав, каждая из которых представляет собой один день. За это время Эдвард и Лисси углубляются в тайны, находя письма, исследуя области и собирая все подсказки вместе. В своем повествовании в стиле нуар, игра затрагивает определённые темы, включая психологию, изоляции и травмы. Игра интерактивна — помимо выбора диалога игрок может взаимодействовать с миром через объекты (рисовать в личном дневнике, играть на пианино, звонить в колокола и т. д.).

## Разработка
Игра была изначально создана для платформ Windows, Mac и Linux. Первоначально выпуск был запланирован на ноябрь 2014 года, в том же месяце, когда выходила разработанная этой же студией игра Dreamfall Chapters.
Red Thread Games на производство игры получила грант в размере 850 тыс. норвежских крон (144 тыс. долл. США) от Норвежского института кино, в то время как весь бюджет игры составлял 1,192 млн норвежских крон (200 тыс. долл. США).

## Отзывы
| Сводный рейтинг | Сводный рейтинг |
| Агрегатор       | Оценка          |
| --------------- | --------------- |
| GameRankings    | 72,43 %         |